# TBSの夏の参加型イベント
TBSの夏の参加型イベント（ティービーエスのなつのさんかがたイベント）では、東京都港区にある赤坂サカスにて毎年夏に開催されている、TBSホールディングスとTBSテレビが主催する参加型イベントについて扱う。

## 概要
2008年にTBSの敷地内にオープンした再開発事業地区・赤坂サカスを会場とした夏休みイベント『夏Sacas』として誕生。在京キー局の夏休みイベントはフジテレビの『お台場冒険王』（現：『THE ODAIBA』）、日本テレビの『GO!SHIODOMEジャンボリー』（現：『超☆汐留パラダイス!』）に次いで3つ目。
TBSテレビの人気番組と連動したブース、アトラクション、グッズ販売、飲食ブースなどが出店されるほか、特設ステージや特設スタジオが設けられてTBSテレビ・TBSラジオの番組の公開生放送や収録が行われる。
入場は無料だが、一部有料のブース・アトラクションもある。
イベントの期間中はその年にTBSテレビに入社したアナウンサーが宣伝担当として、イベントの魅力などについてテレビやラジオを通して発信を行う。TBSテレビの新人アナウンサーは近年、この仕事がアナウンサーとして初めての仕事となっている。
2010年より『夏サカス』に表記を変更。
2013年からは『夏サカス デリシャカス〜番組グルメでおもてなし〜』というタイトルを使用。
2015年からは『デリシャカス』に改め、これまで通り番組のブースやアトラクションはもちろん登場するものの「食」をメインとして、様々なグルメメニューを提供するブースが出店のほか、TBS番組とコラボレーションしたメニューも登場してきた。
2018年はイベント名を『夏サカス』に戻し『TBS夏サカス デジタル&グルメパーク』として開催。『デリシャカス』時代のグルメ関連はもちろん、デジタル時代にふさわしく、デジタルコンテンツを多用したアトラクションが多数登場した。
2019年は前年までと大きく趣向を変え、『怪獣酒場 in ストロングゼロ チューハイガーデン』として、その名の通りウルトラ怪獣が集まる酒場をサカス内にガーデンとしてオープンする。そのため前年までのアトラクションなどがなくなり、主にグルメ関連を中心としたイベントとなる。
2020年・2021年はコロナウイルス感染症（COVID-19）感染拡大の影響で開催されなかった。特に2021年は、営業時間および酒類提供時間の制限の影響が大きかったとされる。
3年ぶりの開催となった2022年は、『サントリー 翠ジンソーダGARDEN』として、赤坂サカス広場で開催された。

## 開催日程
| 回/年         | イベント正式名                                                   | 開催期間          | 開催日数 |
| ------------- | ---------------------------------------------------------------- | ----------------- | -------- |
| 第1回/2008年  | 『夏Sacas'08』                                                   | 7月18日 - 8月31日 | 45日間   |
| 第2回/2009年  | 『夏Sacas'09 Sacas Water Park』                                  | 7月18日 - 8月31日 | 45日間   |
| 第3回/2010年  | 『赤坂ビッグバン〜夏サカス2010〜』                               | 7月17日 - 8月31日 | 46日間   |
| 第4回/2011年  | 『夏サカス2011〜笑顔の扉〜』                                     | 7月16日 - 8月28日 | 44日間   |
| 第5回/2012年  | 『夏サカス2012〜笑顔の扉〜』                                     | 7月21日 - 9月2日  | 44日間   |
| 第6回/2013年  | 『夏サカス2013 笑顔の扉 デリシャカス～番組グルメでおもてなし～』 | 7月13日 - 9月1日  | 51日間   |
| 第7回/2014年  | 『夏サカス2014 デリシャカス～番組グルメでおもてなし～』          | 7月19日 - 8月31日 | 44日間   |
| 第8回/2015年  | 『デリシャカス2015』                                             | 7月18日 - 8月30日 | 44日間   |
| 第9回/2016年  | 『デリシャカス2016』                                             | 7月16日 - 8月31日 | 47日間   |
| 第10回/2017年 | 『デリシャカス2017』                                             | 7月15日 - 8月31日 | 48日間   |
| 第11回/2018年 | 『TBS夏サカス2018 デジタル&グルメパーク』                        | 7月14日 - 9月2日  | 51日間   |
| 第12回/2019年 | 『怪獣酒場 ㏌ ストロングゼロ チューハイガーデン』                | 7月19日 - 9月1日  | 44日間   |
| 2020年        | （新型コロナウイルス感染症拡大の影響で開催なし）                 | -                 | 0日間    |
| 2021年        | （新型コロナウイルス感染症拡大の影響で開催なし）                 | -                 | 0日間    |
| 第13回/2022年 | 『サントリー 翠ジンソーダガーデン』                              | 7月15日 - 7月24日 | 10日間   |
| 第14回/2023年 | 『VIVANT』×『サントリー生ビールビアガーデン』                    | 7月14日 - 7月23日 | 10日間   |
| 第15回/2024年 |                                                                  |                   |          |

## 『夏Sacas』 → 『夏サカス』時代

### 特別展示
- サカスアクアリウム 〜シーラカンスと東京湾の謎〜（2009年） - JAMETIC（独立行政法人海洋研究開発機構）監修・協力による水族館。シーラカンスの冷凍体をはじめ、クラゲの水槽などを展示したほか、『飛び出せ!科学くん』とコラボレーションした特設コーナーも開設された。
- アクアコレクション2010（2010年） - 約3600㎡にわたる大型水槽を展示。

### 番組ブース

#### 赤坂ギャラリー
- 夏サカス 恋するハニカミ!（2008年）

#### サカス広場
- 2008年
  - 7月18日 - 8月31日
    - 王様のブランチ
    - ぴったんこカン・カン（雪花冰）
    - 中居正広の金曜日のスマたちへ（どら焼）
    - うたばん（うたパン）
    - ROOKIESニコガク購買部

  - 7月18日 - 7月31日
    - みのもんたの朝ズバッ!（7月18日 - 7月31日）
    - ピンポン!（7月18日 - 7月31日）
    - 2時っチャオ!（7月18日 - 7月31日）
    - ROOKIESストラックアウト

  - 8月1日 - 8月14日
    - さんまのスーパーからくりTV（8月1日 - 8月14日）
    - 関口宏の東京フレンドパークII「ストッパーキューブリッジ」「フレパミュージアム」

  - 8月15日 - 8月31日
    - どうぶつ奇想天外!（8月15日 - 8月31日）
    - DOORS

  - 世界・ふしぎ発見!（7月18日 - 7月21日）
  - 夢の扉 〜NEXT DOOR〜（7月28日 - 8月1日）
  - ワンステップ!（8月25日 - 8月31日）
- 2009年
  - アクア広場
    - 関口宏のフレンドパークII「ストッパーキューブリッジ」
    - 王様のブランチ
    - EXH〜EXILE HOUSE〜

  - こち亀ゾーン
  - オルトロスの犬占い〜君は天使か?悪魔か?〜(Sacas Front B2/赤坂駅改札前)
  - 世界陸上ベルリン大会関連
    - 世界陸上トレイン
    - 世界陸上ベルリン 5mダッシュ
    - 世界陸上 ベルリンの壁

  - 地デジブース
    - クイズに挑戦 チャレンジ!地デジ館
- 2010年
  - アッコにおまかせ!×カラオケ コート・ダジュール おまかせ!カラオケブース
  - 赤坂フレンドパーク パーク
  - リンカーン
    - リンカーンお化け屋敷
    - リンカーン物販ブース

  - 映画「ハナミズキ」の木
  - 金スマひとり農業
  - クイズ☆タレント名鑑
  - 王様のブランチ
  - けいおん!!桜高購買部
  - 出張SHUTTERS!
- 2011年
  - スマイルストリート - TBSの新旧番組が集結し、番組セットの再現展示、物販販売などが行われているブース。[3]
    - こちら葛飾区亀有公園前派出所
    - こち亀&美男ですね夏サカスSHOP
    - ザ・ベストテンミュージアム
    - 紳助社長のプロデュース大作戦!（ - 8月23日公開打ち切り）
    - 関口宏の東京フレンドパークII「ストッパーキューブリッジ」
    - 3年B組金八先生〜教室から贈る言葉〜
    - 有吉AKB共和国
    - 世界・ふしぎ発見!（ - 7月31日）
    - EXILE魂×夏サカス
    - 情報7days ニュースキャスター 体験!たけし編集長!
    - クイズ☆タレント名鑑
    - 宝くじ夏サカス特設ドリーム館

  - 王様のブランチ

#### Bizタワーエリア
- 2008年
  - TBSラジオブース
  - サンデー・ジャポンショップ
  - ボクシング世界フライ級Wタイトルマッチ
  - K-1 Dream
  - 恋空ブース
  - がっちりマンデー!!
  - リンカーン
  - キングオブコント
- 2011年
  - みのもんたの朝ズバッ!前を向いて歩こう（東日本大震災復興支援）
    - 東北支援コーナー
    - 東北・北関東観光支援コーナー

  - 世界陸上韓国テグ

#### TBS放送センター
- 体験Boo‛09夏（2009年）
  - オールスター感謝祭クイズ体験
  - 立ち幅チャレンジ!スロー再生体験

TBSプラザ（放送センター1階）
  - 水戸黄門茶屋（2009年7月19日 - 7月31日）
  - チャングム・レストラン（2009年8月1日 - 8月31日）
- 2010年
  - 情報7days ニュースキャスタースタジオ体験
  - Sony presents『THE世界遺産』3Dシアター
  - 体感!世界バレー
  - はなまるカフェ
  - 赤坂放送局「サカスタ」（TBSラジオブース）[4]。
  - ひみつの嵐ちゃん!「マネキンファイブ～嵐ファッションコーディネート対決!～」（2010年7月17日 - 7月31日）
  - けいおん!!ギャラリー（2010年8月13日 - 8月31日）
  - 集まれ未来の放送人!中継車体験をしよう!（2010年7月31日、8月21日）
- 2011年
  - 飛び出せ!科学くん しんかい6500がやってくる!
  - TBS60周年記念展
  - けいおん!!桜高購買部（2011年8月8日 - 8月28日）

#### 南公園
- ハッチワールド（2010年）
- Suzy's Zoo だいすき!ウィッツィー（2011年）[5]

### 飲食ブース
- 2008年
  - プレミアムフードコート
    - 早乙女太一「極みたこ焼会席」
    - はるな愛「Yeah!めっちゃうまいで〜!!沖縄バカンス焼きそば」
    - AKB48「宮崎マンゴーパフェクレープ AKB48スペシャル」
    - 押切もえ×近藤しづか×SHIORI「夏のパワフルビューティーカレー」

  - JNN系列局地元メニュー
    - 北陸放送（MRO）「金澤烏鶏庵」（7月18日 - 8月1日）
    - あいテレビ（ITV）「かどや」（7月18日 - 8月1日）
    - 青森テレビ（ATV）「青山エリュシオンハウス」（8月2日 - 8月17日）
    - テレビ山梨（UTY）「丸政」（8月18日 - 8月31日）
    - テレビ高知（KUTV）「苺氷り本舗」（8月18日 - 8月31日）

  - クレマモーレ（イタリアンジェラート）（8月2日 - 8月17日）
  - 焼肉屋 龍叶苑（8月2日 - 8月31日）
  - 橋田壽賀子ドラマ渡る世間は鬼ばかり「幸楽ラーメン」
  - TBSセレクション飲食ブース
- 2009年
  - ぴったんこカン・カン（雪花冰）
  - 渡る世間は鬼ばかり「幸楽ラーメン」
  - 笑撃!ワンフレーズ×Golden Spoon
  - BooBoのソフトクリーム屋さん
  - 水戸黄門茶屋
  - ドイツグリル（ドイツ輸入ソーセージとビール）
- 2010年
  - Sacas Cafe（赤坂駅改札前）
  - Sacas広場
    - アスリート達の宮廷焼肉（宮廷焼肉 千の花）
    - ビッグバン焼きそば
    - ハナミズキ×クリスピー・クリーム・ドーナツ
- 2011年
  - Sacas Cafe
  - Sacas広場
    - リンカーン夏屋台
    - チューボーですよ!レストラン

### 協賛社ブース
- 2008年
  - 江崎グリコ「DONBURI亭ブース」（7月18日 - 7月20日）
  - TOTO「トイレ川柳ブース」（7月21日 - 7月24日）
  - 日立製作所「日立Woooケータイブース」（7月22日 - 7月27日）
  - アメリカン・エキスプレス（7月25日 - 7月31日）
  - インクレディブル・ハルク（8月1日 - 8月7日）
  - 中央酪農会議（8月8日 - 8月14日）
  - 三菱UFJニコス「MUFGカードブース」（8月15日 - 8月21日）
  - 映画「パンダフルライフ」（8月22日 - 8月28日）
  - ザ・ボディショップ（8月22日 - 8月30日）
  - グリーンフィルムプロジェクト（8月29日 - 8月30日）

### ステージ、その他イベント

#### ステージ
- Sacasステージ（2008年、2009年）
- サカスウイング（2010年）
- 8時だョ!全員集合ステージ（2011年）

#### 各種イベント
- 夏Sacas アクアイルミネーション （2009年）
- ペンギンたちのお散歩ショー（2009年）
- 住友生命 Presents からくり真夏の紅白歌合戦（2010年8月5日、赤坂BLITZ）
- さんまのSUPERからくりTV盆踊り大会（2010年8月5日 - 8日、赤坂氷川神社）
- 店長応援大作戦!!in Akasaka（赤坂エリア）

## テーマ曲
| 年   | アーティスト名               | 曲名                 |
| ---- | ---------------------------- | -------------------- |
| 2008 |                              |                      |
| 2009 |                              |                      |
| 2010 | SCANDAL                      | 太陽と君が描くSTORY  |
| 2011 | 7!!（セブン・ウップス）      | 愛の言葉             |
| 2012 | DEEP                         | GO                   |
| 2013 | Cheeky Parade                | 無限大少女∀          |
| 2014 | チャラン・ポ・ランタン       | 忘れかけてた物語     |
| 2015 | チャラン・ポ・ランタン       | デリシャカスのテーマ |
| 2016 |                              |                      |
| 2017 | EXILE THE SECOND             | Summer Lover         |
| 2018 | THE RAMPAGE from EXILE TRIBE | HARD HIT             |

## 関連番組
- 『王様のブランチ』 - イベント初日に生中継、枠拡大で放送（関東ローカル）
- 『赤坂ビッグバンバンバン!〜プロのお墨付きもらっちゃいました!〜』
2010年8月7日 14:00 - 14:54（関東ローカル）にて生放送された。
  - 司会：土田晃之、オードリー、田中みな実アナウンサー
  - ゲスト：TKO、島田秀平、彦摩呂、大江裕 ほか
- 『もしも夏サカスに○○芸人がやってきたら?』
2011年8月6日 14:00 - 14:54（関東ローカル）にて生放送された。

## その他
- 2011年度は東日本大震災に伴う節電対策として、メイン会場はエアコンを設置せず、自然風やグリーンフォールなどを効率的に利用するなど省電力化に務めた。
- また、2011年の会期中、8月23日に『紳助社長のプロデュース大作戦!』司会者のタレント島田紳助が芸能界引退を発表したため、その余波から同番組のブースを閉鎖（番組も放送終了）、そのまま再開されることはなく閉幕した[6]。